# Bryhnia angustifolia
Bryhnia angustifolia là một loài rêu trong họ Brachytheciaceae. Loài này được Warnst. mô tả khoa học đầu tiên năm 1915.